# Kajillionaire
Kajillionaire (bra Kajillionaire) é um filme estadunidense de 2020, do gênero comédia dramático-policial, escrito e dirigido por Miranda July.
Kajillionaire teve sua estreia mundial no Festival de Cinema de Sundance em 25 de janeiro de 2020. e foi lançado nos cinemas em 25 de setembro de 2020, seguido por seu lançamento em vídeo sob demanda em 16 de outubro de 2020, pela Focus Features nos Estados Unidos e pela Universal Pictures internacionalmente.

## Sinopse
Família de criminosos vê seu relacionamento se desgastar quando um estranho se junta a eles.

## Elenco
- Evan Rachel Wood ...... Old Dolio Dyne
- Richard Jenkins ...... Robert Dyne
- Debra Winger ...... Theresa Dyne
- Gina Rodriguez ...... Melanie Whitacre
- Mark Ivanir ...... Stovik Mann
- Rachel Redleaf ...... Kelli Medford
- Patricia Belcher ...... Althea
- Da'Vine Joy Randolph ...... Jenny
- Diana-Maria Riva ...... Farida
- Randy Ryan ...... Jimmy Whitacre
- Jeffrey Nicholas Brown ...... empresário
- Adam Bartley ...... vendedor de banheiras
- Michelle Gillette ...... bartender

## Recepção
No Rotten Tomatoes, o filme tem um índice de aprovação de 88% baseado em 156 avaliações, com uma média de 7,44/10. No Metacritic, o filme tem uma pontuação média ponderada de 78%, com base em análises de 35 críticas.